# Второй (Свердловская область)
Второй — упразднённый в феврале 2016 года посёлок в Верхнесалдинском городском округе Свердловской области. Управлялся территориальной администрацией посёлка Басьяновский.

## География
Населённый пункт располагался в 2 километрах от озера Юрьинское в 33 километрах на северо-восток от административного центра округа — города Верхняя Салда.

### Часовой пояс
Второй, как и вся Свердловская область, находится в часовой зоне МСК+2. Смещение применяемого времени относительно UTC составляет +5:00.

## История
Бывший посёлок торфозаготовителей.
Упразднён в 2016 году Законом Свердловской области от 11.02.2016 № 7-ОЗ.

## Население
| 2002 | 2010 |
| ---- | ---- |
| 0    | →0   |

## Инфраструктура
В посёлке существовала всего одна улица (Добровольцев).